# یینگتان
یینگتان (به لاتین: Yingtan) یک شهر مرکزی در جمهوری خلق چین است که در جیانگشی واقع شده‌است.

## خصوصیات
یینگتان ۳٬۵۵۴ کیلومترمربع مساحت و ۱٬۱۲۴٬۹۰۶ نفر جمعیت دارد.